# The Ghost of You
The Ghost of You släpptes 2005 och är My Chemical Romances tredje singel från albumet Three Cheers For Sweet Revenge. Det kostade bandet 3,65 miljoner kronor att göra musikvideon. Videon spelades in i Malibu, Kalifornien. Den regisserades av Marc Webb, som har regisserad videor för bland andra Good Charlotte, AFI, Yellowcard, P.O.D., The All-American Rejects, The Used, Jimmy Eat World och Evanescence. Videon hade nära paralleller med Omahainvasionen i filmen Saving Private Ryan.

## Singeln
- Släppt: 2005
- Producent: Howard Benson
- Skivbolag: Warner/Reprise

## Låtlista
1. The Ghost Of You
2. Helena (live)